# Rudolf Holste
Rudolf Holste (* 9. April 1897 in Hessisch Oldendorf; † 4. Dezember 1970 in Baden-Baden) war ein deutscher Offizier, zuletzt Generalleutnant im Zweiten Weltkrieg.

## Leben
Holste diente als Offizier im Ersten Weltkrieg. In der Wehrmacht führte Holste im Zweiten Weltkrieg als Kommandeur die 14. Infanterie-Division und die 4. Kavallerie-Division. In den letzten Wochen des Krieges wurde Holste noch Kommandierender General des XXXXI. Panzerkorps.

## Auszeichnungen
- Eisernes Kreuz (1914) II. und I. Klasse
- Verwundetenabzeichen (1918) in Schwarz
- Hanseatenkreuz Hamburg
- Spange zum Eisernen Kreuz II. und I. Klasse
- Deutsches Kreuz in Gold am 24. Dezember 1941
- Ritterkreuz des Eisernen Kreuzes mit Eichenlaub[1][2]
  - Ritterkreuz am 6. April 1942
  - Eichenlaub am 27. August 1944 (561. Verleihung)